# Angelo Persiani
Angelo Persiani (* 20. November 1946 in Manziana) ist ein italienischer Diplomat im Ruhestand.

## Studium
1969 schloss er ein Studium der Rechtswissenschaft und 1972 ein Studium der Politikwissenschaft an der Universität La Sapienza ab.

## Werdegang
1975 trat er in den auswärtigen Dienst.
Von 1977 bis 1981 war er Gesandtschaftsrat in Oslo und anschließend in Peking.
Von 1986 bis 1988 wurde er in Rom beschäftigt.
Von 1989 bis 1992 war er Gesandtschaftsrat in Helsinki.
Von 1993 bis 1996 war er Gesandtschaftsrat erster Klasse in Brasilia.
Von 1997 bis 1998  wurde er in Rom beschäftigt.
Von 1999 bis 2002 war er Gesandtschaftsrat erster Klasse beim Büro der Vereinten Nationen in Genf.
Von 2003 bis 2006 war er Botschafter in Taschkent (Usbekistan) und  war zeitgleich in Duschanbe (Tadschikistan) akkreditiert.
Von 2007 bis 2009 war er Koordinator der Macroregione alpina (EU Strategy for the Alpine region).
Von 1. April 2010 bis 14. März 2013 war er Botschafter in Stockholm (Schweden).
| Vorgänger | Amt                                                           | Nachfolger      |
| --- | ------------------------------------------------------------- | --------------- |
| 27. März 1992–25. November 1995: Carlo Ungaro 2. Dezember 1995: Jolanda Brunetti Goetz del Presidente della Repubblica 27 marzo 1992 concernente: «Istituzione dell'ambasciata d'Italia in Taskent (Repubblica dell'Uzbekistan)». | Italienischer Botschafter in Taschkent (Usbekistan) 2003–2006 | Andrea Bertozzi |
| Anna Della Croce di Dojola | Italienischer Botschafter in Stockholm Schweden 2010–2013     | Elena Basile    |